# Charles Camilleri
Charles Camilleri (* 7. September 1931 in Ħamrun; † 3. Januar 2009 in Naxxar) war ein maltesischer Komponist.

## Leben
Er entstammte einer Musikerfamilie. Seine ersten Kompositionen, die er als Jugendlicher schrieb, waren stark von der maltesischen Folklore beeinflusst. Als Autodidakt spielte er eine Reihe von Instrumenten, in erster Linie Klavier und Akkordeon. Obwohl sein musikalisches Talent bereits während der Gymnasialzeit aufschien, bereitete er sich zunächst auf eine juristische Laufbahn vor. Als seine Familie 1950 nach Australien emigrierte, begann er für kurze Zeit als Lehrer zu arbeiten. Es folgte eine Periode, in der er als Klavierspieler in einem Ensemble über Hongkong, Japan und Korea bis nach San Francisco tourte.
Camilleri ging 1954 nach London und wurde dort von dem Impresario Harold Fielding entdeckt. Charles Camilleri ging auf Tournee mit Größen wie Hoagy Carmichael, Frank Sinatra, Tommy Steele und Frankie Laine. Ferner unterstützte er 1957 Malcolm Arnold bei den Arrangements für die Musik zum Film Die Brücke am Kwai. 1959 zog er nach Kanada, um an der Universität Toronto Komposition zu studieren. Ab 1965 lebte und arbeitete er als Komponist in London.
Von 1977 bis 1983 war Camilleri Professor für Komposition am Royal Conservatory of Music in Toronto, und von 1992 bis 1996 Musikprofessor an der Universität Malta. Camilleri war von 2003 bis 2006 Mitglied des Malta Council for Culture and the Arts.

## Privatleben
Charles Camilleri war verheiratet, mit seiner Frau Doris Vella Camilleri, einer Schriftstellerin, hatte er zwei Kinder, eine Tochter und einen Sohn.

## Musikalisches Schaffen
Die Musik Camilleris ist vom Vorbild seines Lehrers Carmelo Pace beeinflusst. Charles Camilleri komponierte mehr als 300 Werke für Orchester, Kammerensemble, Soloinstrumente und Gesang. Als erster Komponist vertonte er 1984 mit Il-Wegħda (deutsch: „Das Versprechen“) ein Opernlibretto in Maltesisch. Es folgte 1985 das erste Oratorium in maltesischer Sprache, Pawlu ta’ Malta („Paulus auf Malta“). Er schrieb allerdings auch Unterhaltungsmusik wie den Beitrag Maltas zum Eurovision Song Contest von 1972 L-imħabba, der den letzten Platz belegte.

## Werke (Auswahl)

### Kompositionen
- Malta Suite (1946)
- Klavierkonzert Nr. 1 The Mediterranean (1948, Neubearbeitung 1978)
- Il-Wegħda (Oper, 1984)
- Pawlu ta’ Malta (Oratorium, 1985)
- The Maltese Cross (Oper, 2003)
- New Idea Symphony (2008)

### Veröffentlichungen
- Mediterranean Music (1988)
- The Folk Music of Malta